# António Correia de Oliveira

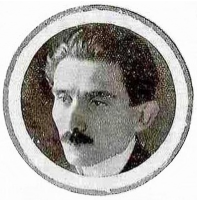
António Correia de Oliveira (1915) - portugiesischer Lyriker, Dramatiker und Journalist

António Correia de Oliveira (* 30. Juli 1878 in São Pedro do Sul, Distrikt Viseu, Portugal; † 20. Februar 1960 auf der Quinta do Belinho, Gemeinde Esposende, Distrikt Braga, Portugal) war ein portugiesischer Lyriker, Dramatiker und Journalist. Er gilt neben António Sardinha und Afonso Lopes Vieira als einer der großen integralistischen und nationalistischen Dichter Portugals im 20. Jahrhundert. Gleichzeitig war er auch einer der offiziellen Dichter des Estado Novo in Portugal.

## Leben
António Correia de Oliveira wurde als Sohn von José Correia de Oliveira und von Joaquina Augusta de Figueiredo Almeida geboren. Er studierte zunächst in Viseu, zog aber später nach Lissabon, wo er seine Studien fortsetzte und beendete. Anschließend war er bis zu seiner Pensionierung als Höherer Angestellter des Öffentlichen Dienstes in leitender Stellung tätig gewesen, gleichzeitig schrieb er auch für die Zeitung Diario Ilustrado regelmäßig als Journalist. 
De Oliveira war mit einer Tochter aus einer der höchsten Familien Portugals verheiratet und hatte mit ihr zwei Söhne. Sein Bruder João Correia de Oliveira war Dramatiker. 
Sein Werk, vor allem sein lyrisches, war geprägt von Neogarrettismo, Neoromantik, Nationalismus, Patriotismus, Integralismus, Saudosismus, Monarchismus und – obwohl ein guter Freund von Teixeira de Pascoaes – lehnte er dessen Metaphysik ab. Einflüsse von Antero de Quental und Guerra Junqueiro sind ebenfalls zu erkennen. Er schrieb auch für so bekannte Zeitschriften wie A Aguia, Atlantida, Ave Azul, Seara Nova.
António Correia de Oliveira war der erste portugiesische Schriftsteller, der für einen Literaturnobelpreis nominiert wurde. Obwohl es gut 15 Nominierungen gab, hat er ihn niemals erhalten. 
In Coimbra, Amadora und Póvoa de Varzim sind Straßen nach ihm benannt. 
Seit 1912 hatte er auf dem Landgut Quinta do Belinho gelebt, wo er auch betagt verstorben war.

## Werke (Auswahl)
- Laidinha, 1897, Lyrik.
- Cantigas (Gesänge), Lyrik, 1902.
- Raiz, 1903, Lyrik.
- A minha terra (10 Bände), 1915–1917, Lyrik.